# Boulogne-la-Grasse
 Boulogne-la-Grasse  là một xã thuộc tỉnh Oise trong vùng Hauts-de-France tây bắc nước Pháp. Xã này nằm ở khu vực có độ cao trung bình 130 mét trên mực nước biển.